# مايك بيتس
مايك بيتس (بالإنجليزية: Mike Betts)‏ هو لاعب كرة قدم بريطاني، ولد في 21 سبتمبر 1956 في إنجلترا في المملكة المتحدة. لعب مع نادي بلاكبول ونادي بوري ونادي ساوثبورت ونادي سليغو روفرز ونادي شامروك روفرز.